# Cruas
Cruas is een gemeente in het Franse departement Ardèche (regio Auvergne-Rhône-Alpes). De plaats maakt deel uit van het arrondissement Privas. Cruas telde op 1 januari 2022 2.954 inwoners.
De plaats is vooral gekend omwille van de kerncentrale op het grondgebied van de gemeente.

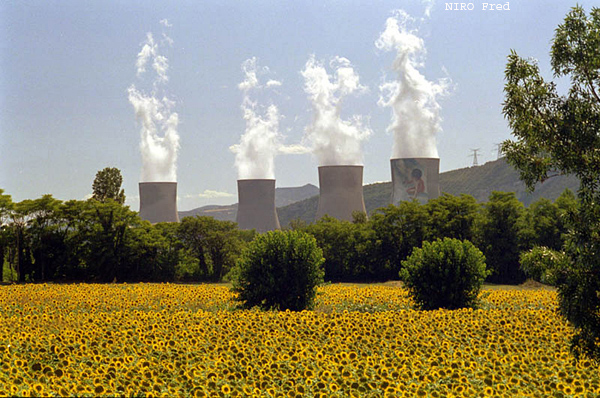
Kerncentrale van Cruas
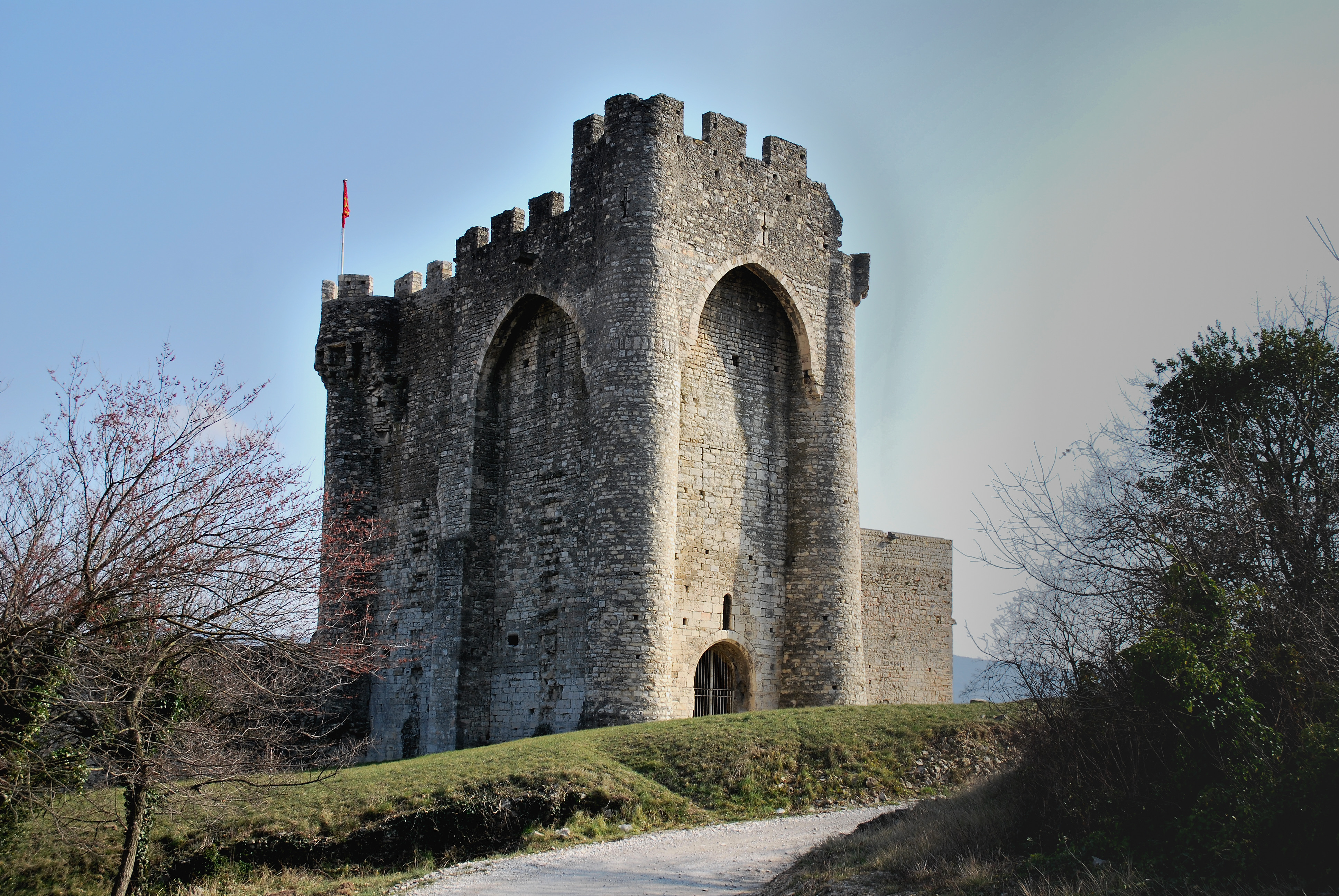
Château des Moines bij Cruas

## Geografie
De oppervlakte van Cruas bedroeg op 1 januari 2022 15,45 vierkante kilometer; de bevolkingsdichtheid was toen 191,2 inwoners per km².
De onderstaande kaart toont de ligging van Cruas met de belangrijkste infrastructuur en aangrenzende gemeenten.

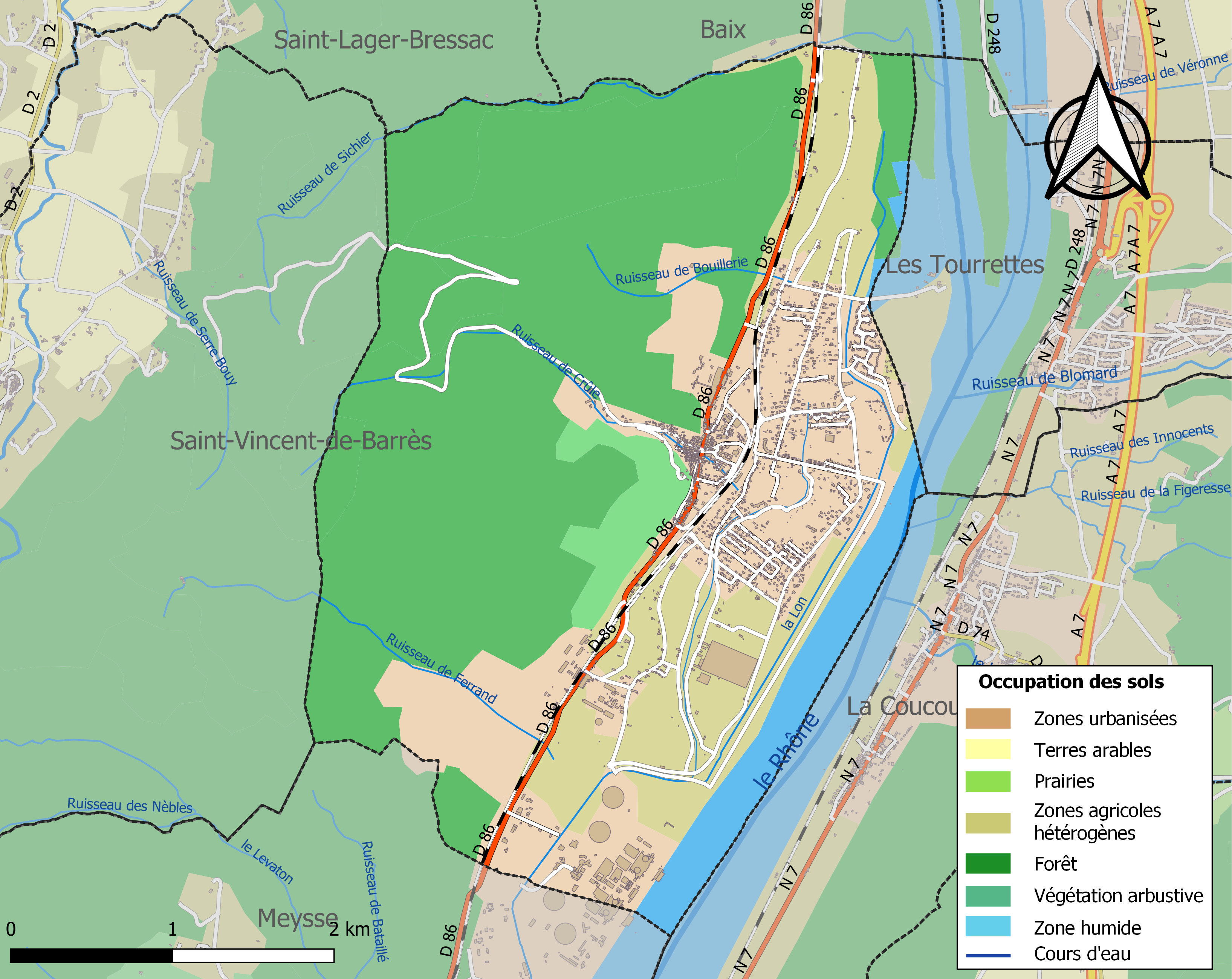

## Demografie
Onderstaande figuur toont het verloop van het inwonertal (bron: INSEE-tellingen).

Vanwege een beveiligingsprobleem met de MediaWiki Graph-software is het momenteel niet mogelijk deze grafiek weer te geven. Zodra de software is bijgewerkt zal de grafiek vanzelf weer zichtbaar worden.